# Samokhvàlove
Samokhvàlove (en (ucraïnès): Самохвалове, rus: Самохвалово) és un poble de la República Autònoma de Crimea, a Ucraïna, que el 2014 tenia 545 habitants. Pertany al districte de Bakhtxissarai. Fins al 1948 la vila es deia Xakul.

## Població
Segons les dades del 2001 la composició de la població de la vila de Samokhvàlovo d'acord amb la llengua que empren és la següent:
| Llengua  | %     |
| -------- | ----- |
| Rus      | 48,39 |
| Tàtar    | 41,76 |
| Ucraïnès | 7,89  |
| Belarús  | 0,54  |
| Polonès  | 0,18  |